# Rio Douro (Cabeceiras de Basto)
Pour les articles homonymes, voir Douro (homonymie).
Rio Douro est une freguesia de la ville de Cabeceiras de Basto.
La population était de 821 habitants en 2021.